# Basiliscus
Flavius Basiliscus (Oudgrieks: Βασιλίσκος) (geboorte- en sterfdatum onbekend) was keizer van het Oost-Romeinse Rijk van 9 januari 475 tot eind augustus 476. Hij verjoeg keizer Zeno en wordt daarom ook wel een usurpator genoemd.

## Biografie
Basiliscus was de broer van Verina, de vrouw van Leo I. Hij was getrouwd met Zenonis, en had een zoon, Marcus. Hij maakte carrière in het Oost-Romeinse leger onder Leo I en was consul in het jaar 465. Naast veldtochten in de Balkan gaf hij ook op het einde van de Vandaalse oorlog (461-468) leiding aan de expeditie tegen de Vandalen in Noord-Africa. Deze expeditie eindigde in een desastreuze nederlaag bij Kaap Bon in 468 die leidde tot de definitieve ondergang van het West-Romeinse Rijk. Ook zat hij achter de coup tegen de opperbevelhebber van het Oost-Romeinse leger Aspar in 471.
Verina, de vrouw van Leo I, had nogal een hekel aan Zeno (die getrouwd was met haar dochter, Ariadne) en begon meteen na zijn troonsbestijging een complot te smeden tegen hem. Met wat hulp van onder anderen Theodorik, Illus en Flavius Armatus (een neef van Basiliscus) wist ze haar broer Basiliscus op 9 januari 475 op de troon te zetten en Zeno te verjagen naar Isaurië, waar hij werd achtervolgd door troepen van Basiliscus.
Ondanks zijn vliegende start kwam Basiliscus snel in de problemen. De oorlog tegen Zeno verliep niet zo vlot als gehoopt en kostte handenvol geld. In 476 raakte hij de steun van de kerk (en daarmee de bevolking) kwijt door een Encycliek tegen de Chalcedonische kerken. Daarnaast was er dat jaar een grote brand die Constantinopel verwoestte. Basiliscus hield zich niet aan zijn beloften aan Illus en Armatus, die vervolgens overliepen naar Zeno. 
Zeno trok in augustus naar Constantinopel en kon de stad makkelijk innemen door alle onvrede in alle lagen van de bevolking. Basiliscus en zijn gezin (waaronder in ieder geval Marcus, die door Basiliscus tot medekeizer was verheven) verscholen zich in een kerk. Zeno beloofde hun bloed niet te vergieten en verbande hen naar Limnae in Cappadocia, waar hij hen naar het schijnt de hongerdood liet sterven.